# Strażnica WOP Bratków
Strażnica Wojsk Ochrony Pogranicza Blumberg/Bratków – nieistniejący obecnie podstawowy pododdział graniczny Wojsk Ochrony Pogranicza pełniący służbę graniczną na granicy z Niemiecką Republiką Demokratyczną i Republiką Federalną Niemiec.
Strażnica Straży Granicznej w Bratkowie – nieistniejąca obecnie graniczna jednostka organizacyjna polskiej straży granicznej realizująca zadania bezpośrednio w ochronie granicy państwowej z Republiką Federalną Niemiec.

## Formowanie i zmiany organizacyjne
Strażnica została sformowana w 1945 w strukturze 3 komendy odcinka Bogatynia jako 15 strażnica WOP (Blumberg) o stanie 56 żołnierzy. Kierownictwo strażnicy stanowili: komendant strażnicy, zastępca komendanta do spraw polityczno-wychowawczych i zastępca do spraw zwiadu. Strażnica składała się z dwóch drużyn strzeleckich, drużyny fizylierów, drużyny łączności i gospodarczej. Etat przewidywał także instruktora do tresury psów służbowych oraz instruktora sanitarnego.
Od 15 marca 1954 wprowadzono nową numerację strażnic na szczeblu krajowym, a strażnica I kategorii otrzymała nr 19 w skali kraju.
W 1956 rozformowano Graniczna Placówka Kontrolna (GPK) Krzewina Zgorzelecka. Jej funkcję przejęła strażnica nr 19 Bratków.
W 1956 rozpoczęto numerowanie strażnic na poziomie brygady. Strażnica specjalna Bratków była 19. w 8 Brygadzie Wojsk Ochrony Pogranicza.
W 1960, po kolejnej zmianie numeracji, strażnica posiadała numer 9 i zakwalifikowana była do kategorii II w 8 Łużyckiej Brygadzie WOP .
W 1964 strażnica WOP nr 8 Bratków uzyskała status strażnicy lądowej i zaliczona została do II kategorii.
Straż Graniczna:

Po rozwiązaniu 15 maja 1991 Wojsk Ochrony Pogranicza, strażnica w Bratkowie weszła w podporządkowanie Łużyckiego Oddziału Straży Granicznej i przyjęła nazwę Strażnica Straży Granicznej w Bratkowie.

## Ochrona granicy
Strażnice sąsiednie:
- 14 strażnica WOP Rogenau ⇔ 16 strażnica WOP Adomierzyce – 1946 rok.

## Komendanci/dowódcy strażnicy
| stopień | imię i nazwisko   | okres pełnienia służby | kolejne stanowisko |
| ------- | ----------------- | ---------------------- | ------------------ |
| chor.   | Franciszek Huziej | był X 1946             |                    |
| chor.   | Marian Praniuk    | 1952−?                 |                    |